# Lew berberyjski
Lew berberyjski (Panthera leo leo) – wymarły na wolności podgatunek lwa afrykańskiego, ssaka z rodziny kotowatych. Lew berberyjski był również nazywany „lwem północnoafrykańskim”, „lwem Atlasu” lub „lwem egipskim”.

## Charakterystyka
Długość grzywy waha się od 8 do 22 cm. Lew mierzy od 2,30 do 2,80 m. Według dziewiętnastowiecznych myśliwych to mógł być największy lew w historii, lecz nigdy nie udało się tego udowodnić, gdyż lwy w niewoli nie odżywiają się tak, jak na wolności, więc były mniejsze. Badania przeprowadzane w Parku Narodowym Serengeti wykazały, że temperatura otoczenia oraz poziom testosteronu mają wpływ na wielkość i kolor lwów.

## Historia nazwy
- W 1758 roku Karol Linneusz nazwał zwierzę Felis leo[10].
- W 1826 roku Johann Nepomuk Meyer nazwał zwierzę Felis leo barbaricus, ponieważ zaobserwował je w Berberii[11].
- Henri Marie Ducrotay de Blainville w 1843 roku nazwał lwa Felis leo nubicus, również z uwagi na obszar zaobserwowania[12].

- W 1939 roku Glover Morrill Allen stwierdził, że Felis leo barbaricus oraz Felis leo nubicus to ten sam podgatunek[13].

## Występowanie
Z przekazów historycznych można odczytać, że lew berberyjski występował wzdłuż Nilu oraz Morza Śródziemnego. W XIV wieku p.n.e. Totmes IV polował na lwy berberyjskie. W Libii przetrwał on do początku XVIII wieku, a w Maroku do 1890. Przyczyną wymarcia były polowania, za które dostawało się nagrody. Niektóre badania wykazywały, że lew berberyjski mógł żyć na wolności w małych grupach do połowy lat sześćdziesiątych w Algierii. Lwy tego podgatunku są dalej hodowane m.in. w ZOO w Libercu.

## Kultura
Lew berberyjski pojawia się wielokrotnie w starożytnej literaturze egipskiej. Posągi i statuetki lwów znaleziono m.in. w Hierankonpolis. Jedno z egipskich bóstw miało lwią głowę. Ponadto, w Afryce Północnej wielokrotnie łapano lwy, aby oglądać je później w amfiteatrach. Reprezentacja Maroka w piłce nożnej mężczyzn ma przydomek „Lwy Atlasu”, z tego tytułu kibice na meczach często noszą maski lwów. Przydomek wziął się od innej nazwy lwa berberyjskiego.

## Galeria

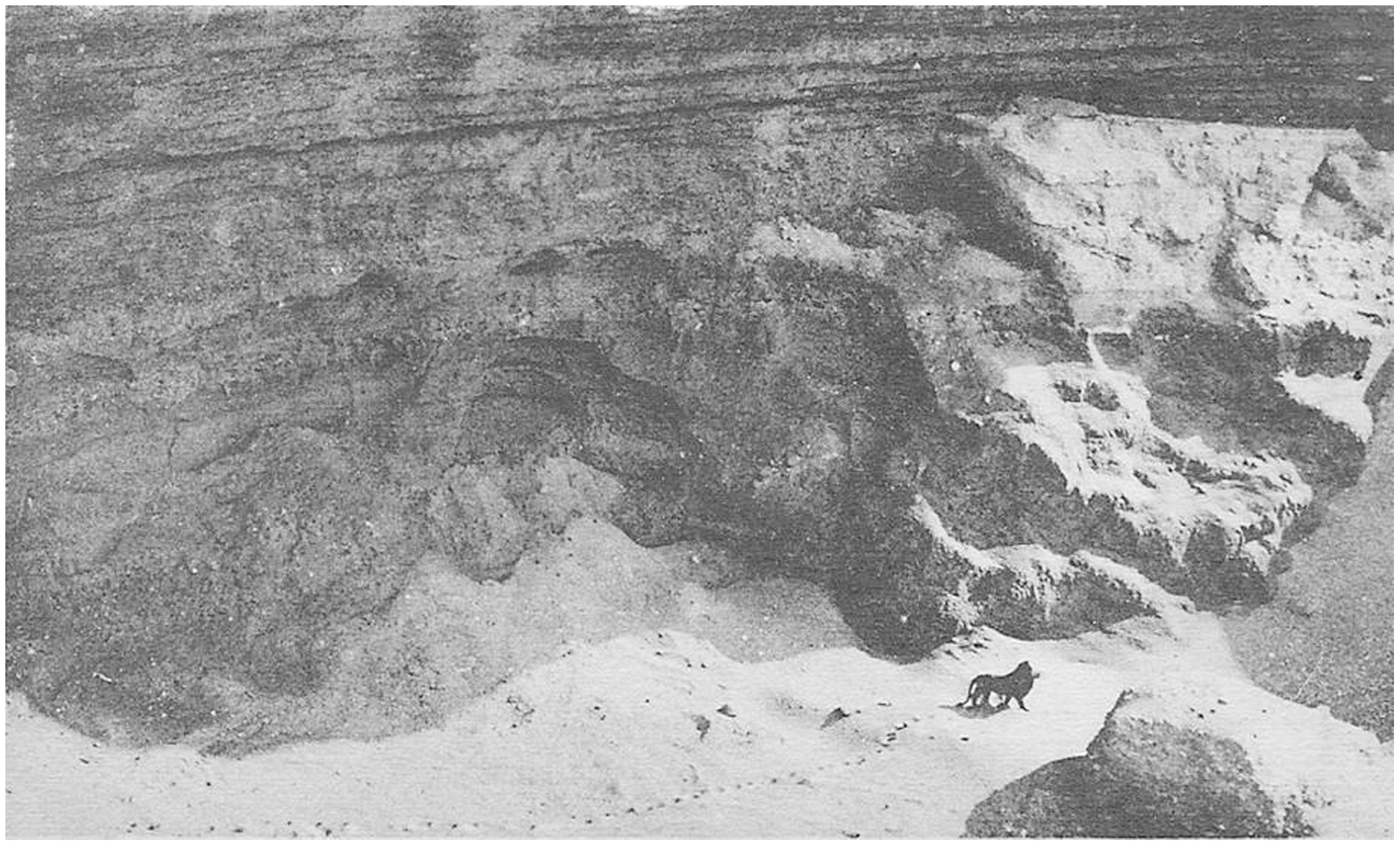
Ostatnie zdjęcie lwa berberyjskiego na wolności
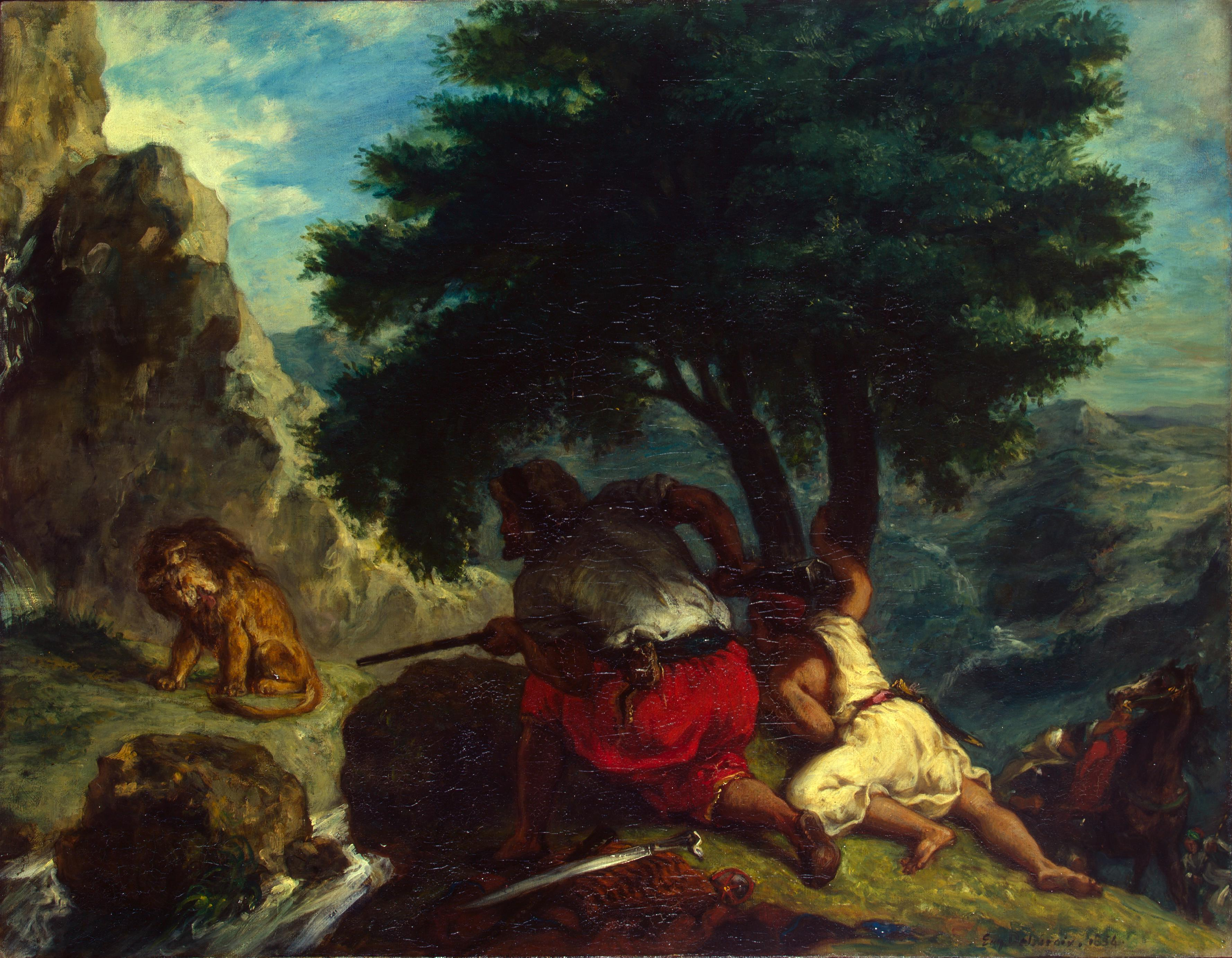
Malowidło przedstawiające polowanie na lwy w Maroku
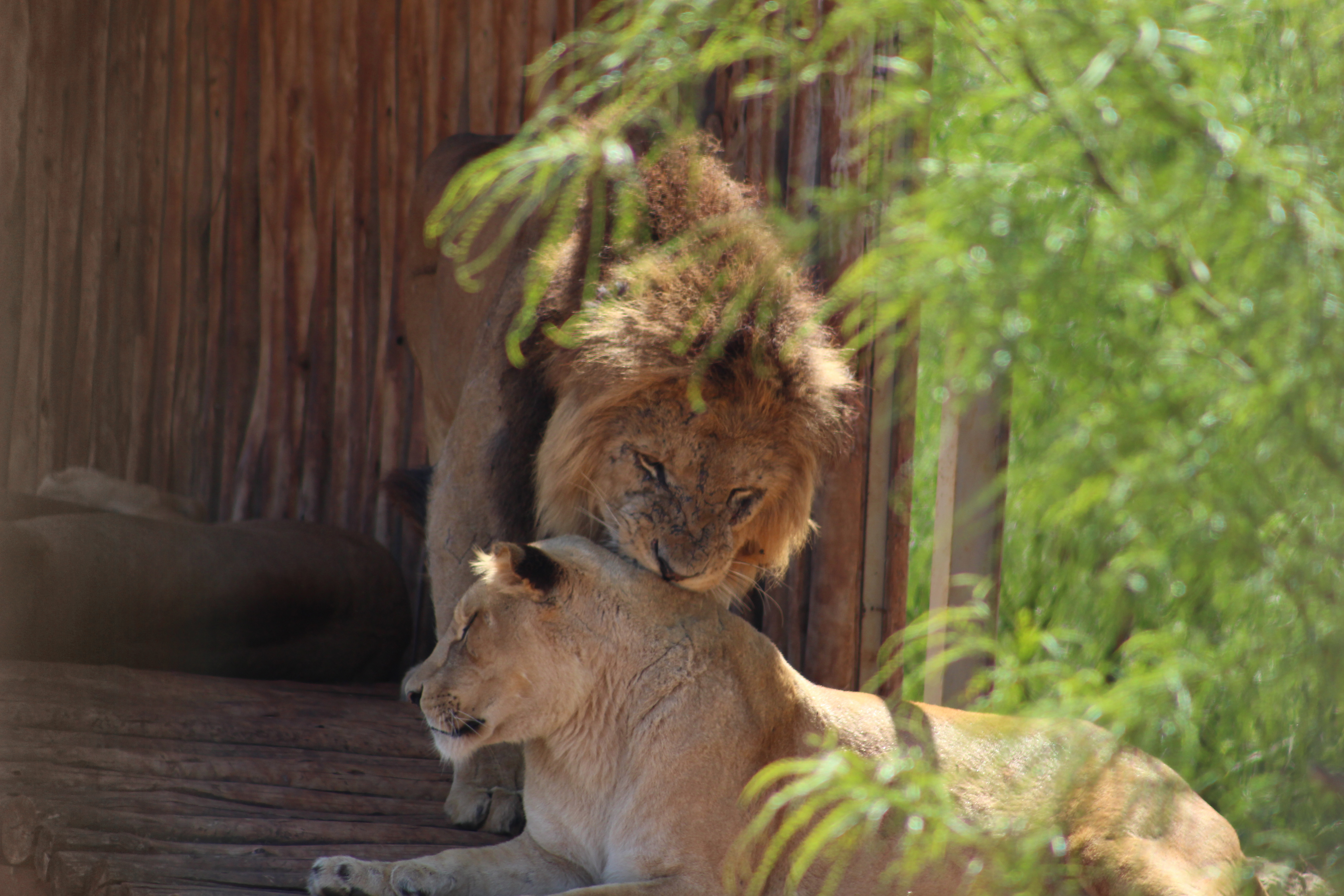
Lew i lwica
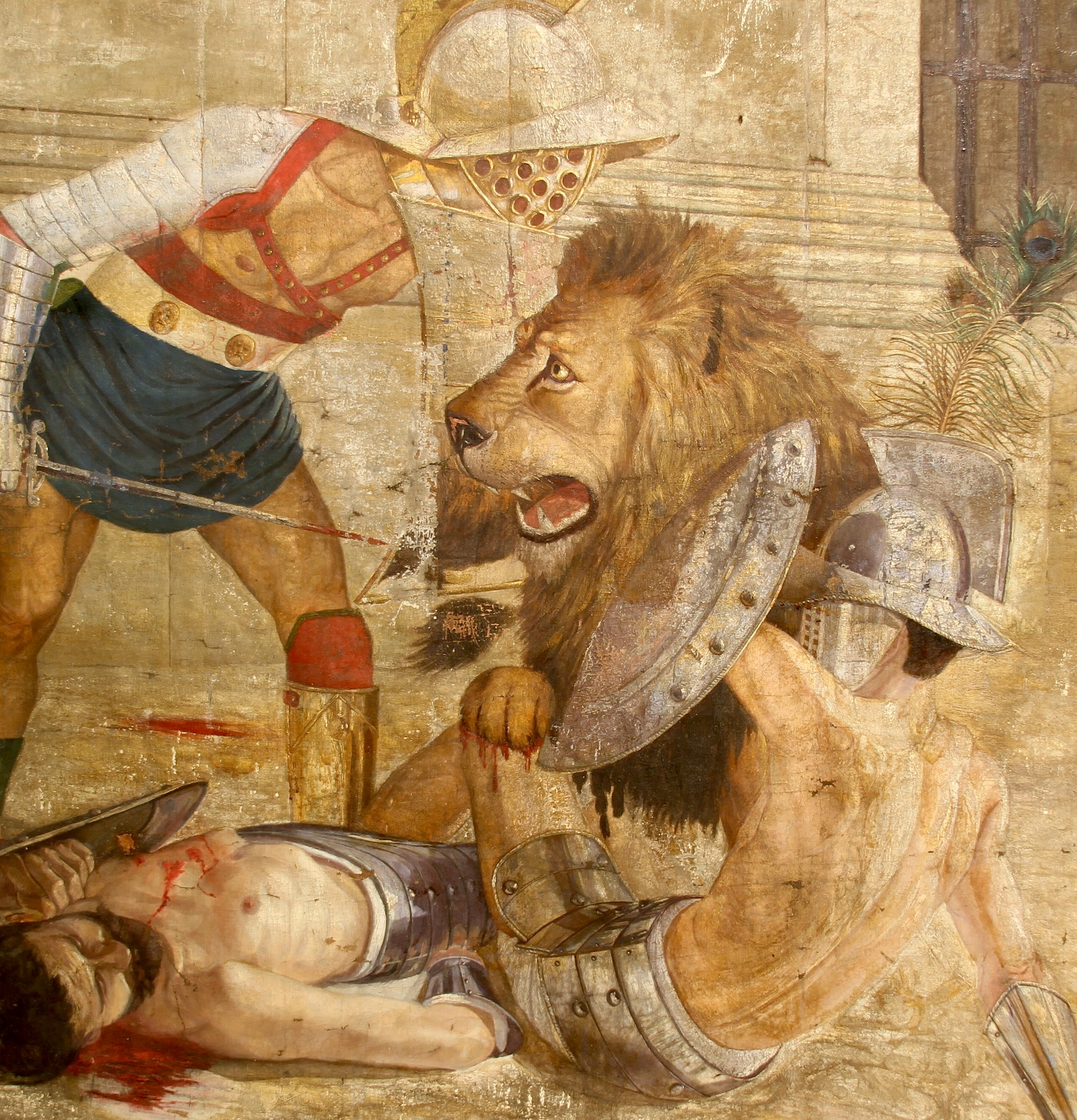
Lew berberyjski w Koloseum w Rzymie
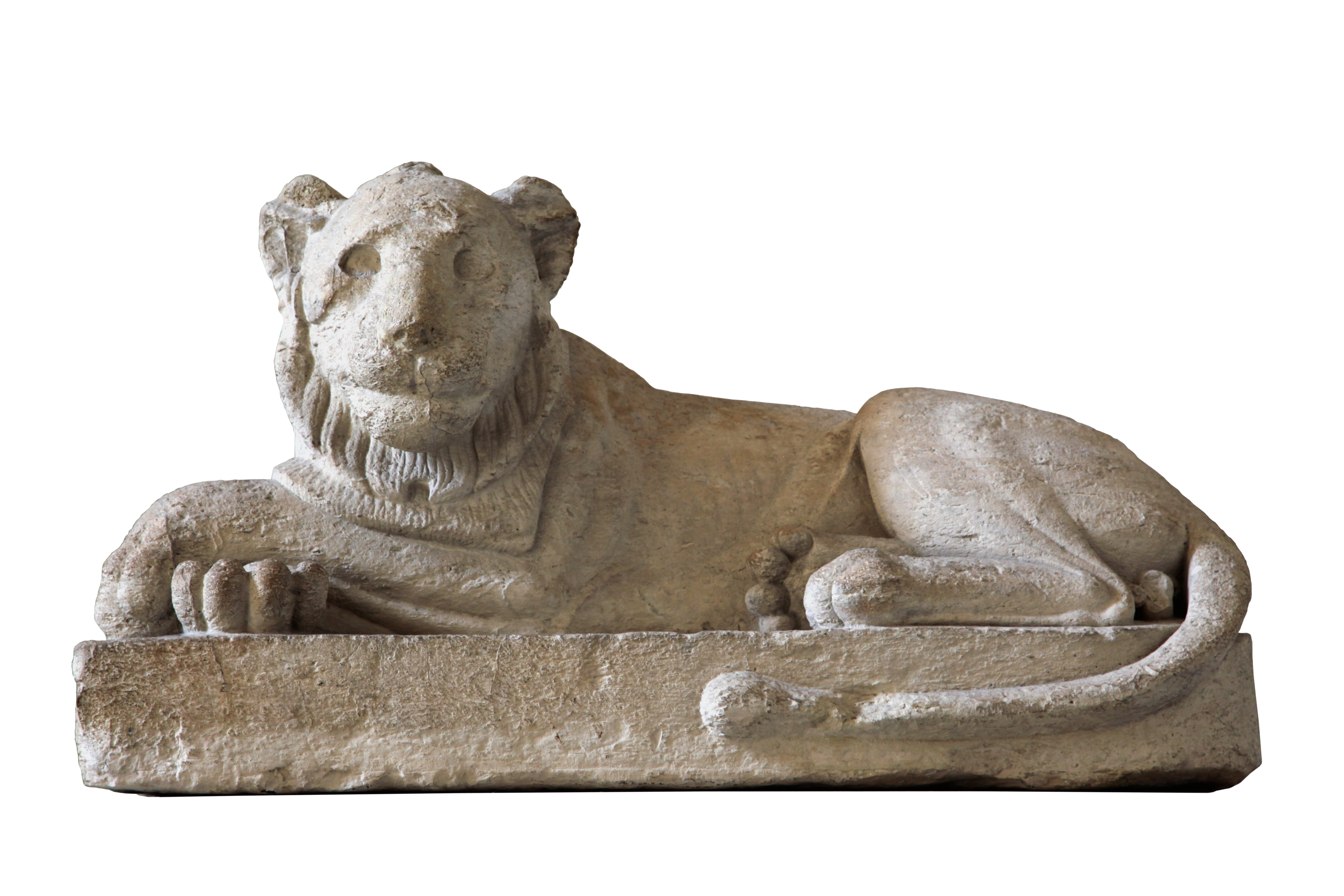
Rzeźba przedstawiająca lwa berberyjskiego